# Arquidiócesis de Conakri
La arquidiócesis de Conakri (en latín: Archidioecesis Konakriensis y en francés: Archidiocèse de Conakry) es una circunscripción eclesiástica de la Iglesia católica en Guinea. Se trata de una arquidiócesis latina, sede metropolitana de la provincia eclesiástica de Conakri. Desde el 6 de mayo de 2003 su arzobispo es Vincent Coulibaly.

## Territorio y organización
La arquidiócesis tiene 88 664 km² y extiende su jurisdicción sobre los fieles católicos de rito latino residentes en las regiones de Kindia, Mamou y Labé y parte de la prefectura de Boffa en la región de Boké.
La sede de la arquidiócesis se encuentra en la ciudad de Conakri, en donde se halla la Catedral de Santa María.
La arquidiócesis tiene como sufragáneas a las diócesis de Boké, Guéckédou, Kankan y Nzérékoré.
En 2021 en la arquidiócesis existían 11 parroquias.

## Historia
La prefectura apostólica de Guinea Francesa fue erigida el 18 de octubre de 1897 mediante el decreto Cum huic Sacrae Congregationi de la Congregación de Propaganda Fide, derivando el territorio de los vicariatos apostólicos de Senegambia (hoy arquidiócesis de Dakar) y Sierra Leona (hoy arquidiócesis de Freetown).
El 18 de abril de 1920 la prefectura apostólica fue elevada a vicariato apostólico mediante el breve Supremi apostolatus del papa Benedicto XV.
El 12 de mayo de 1949 cedió una parte de su territorio para la erección de la prefectura apostólica de Kankan (hoy diócesis de Kankan) y al mismo tiempo cambió su nombre por el de vicariato apostólico de Conakri mediante la bula Evangelizationis operi del papa Pío XII.
El 14 de septiembre de 1955 el vicariato apostólico fue elevado al rango de arquidiócesis metropolitana mediante la bula Dum tantis del papa Pío XII.
El arzobispo Raymond-Marie Tchidimbo, considerado un preso político, fue internado en el campo de concentración Camp Boiro en 1970 por el presidente-dictador de Guinea Ahmed Sékou Touré. Fue liberado en 1979 y exiliado a Canadá.
El 22 de febrero de 2024 cedió una parte de su territorio para la erección por el papa Francisco de la diócesis de Boké.

## Estadísticas
Según el Boletín de la Santa Sede la arquidiócesis tenía a principios de 2024 un total de 170 000 fieles bautizados.
| Año                                                                             | Población            | Población | Población      | Sacerdotes | Sacerdotes    | Sacerdotes    | Bautizados por sacerdote | Diáconos permanentes | Religiosos | Religiosos | Parroquias |
| Año                                                                             | Bautizados católicos | Total     | % de católicos | Total      | Clero secular | Clero regular | Bautizados por sacerdote | Diáconos permanentes | Varones    | Mujeres    | Parroquias |
| ------------------------------------------------------------------------------- | -------------------- | --------- | -------------- | ---------- | ------------- | ------------- | ------------------------ | -------------------- | ---------- | ---------- | ---------- |
| 1950                                                                            | 10 798               | 1 177 005 | 0.9            | 24         | 2             | 22            | 449                      |                      | 23         | 27         | 2          |
| 1970                                                                            | 14 848               | 1 500 000 | 1.0            | 10         | 8             | 2             | 1484                     |                      | 2          | 16         | 15         |
| 1977                                                                            | 20 000               | 2 000     | 1.0            | 12         | 11            | 1             | 1666                     |                      | 1          | 11         | 12         |
| 1999                                                                            | 34 000               | 3 700 000 | 0.9            | 31         | 17            | 14            | 1096                     |                      | 24         | 62         | 33         |
| 2000                                                                            | 35 000               | 3 750 000 | 0.9            | 33         | 20            | 13            | 1060                     |                      | 23         | 61         | 33         |
| 2001                                                                            | 40 000               | 3 750 000 | 1.1            | 40         | 19            | 21            | 1000                     |                      | 42         | 63         | 33         |
| 2002                                                                            | 40 000               | 3 750 000 | 1.1            | 38         | 22            | 16            | 1052                     |                      | 32         | 68         | 33         |
| 2003                                                                            | 40 000               | 3 750 000 | 1.1            | 40         | 23            | 17            | 1000                     |                      | 26         | 68         | 33         |
| 2004                                                                            | 40 000               | 3 800     | 1.1            | 37         | 23            | 14            | 1081                     |                      | 23         | 63         | 33         |
| 2006                                                                            | 101 600              | 3 860 000 | 2.6            | 40         | 25            | 15            | 2540                     |                      | 39         | 73         | 33         |
| 2007                                                                            | 101 600              | 3 860 000 | 2.6            | 41         | 26            | 15            | 2478                     | 2                    | 32         | 76         | 34         |
| 2013                                                                            | 129 258              | 4 554 000 | 2.8            | 56         | 41            | 15            | 2308                     |                      | 44         | 63         | 35         |
| 2016                                                                            | 144 330              | 5 120 307 | 2.8            | 67         | 52            | 15            | 2154                     |                      | 33         | 77         | 35         |
| 2019                                                                            | 153 000              | 5 559 700 | 2.8            | 63         | 51            | 12            | 2428                     |                      | 37         | 72         | 36         |
| 2021                                                                            | 161 700              | 5 877 435 | 2.8            | 78         | 62            | 16            | 2073                     |                      | 44         | 79         | 38         |
| 2024                                                                            | 180 225              | 6 365 439 | 2.8            | 73         | 58            | 15            | 2469                     |                      | 44         | 79         | 38         |
| 2024                                                                            | 170 000              | 5 211 530 | 3.3            | 61         | 47            | 14            | 2787                     |                      | 33         | 67         | 32         |
| Fuente: Catholic-Hierarchy, que a su vez toma los datos del Anuario Pontificio. |                      |           |                |            |               |               |                          |                      |            |            |            |

## Episcopologio
- Auguste Lorber, C.S.Sp. † (20 de octubre de 1897[10]-1899 renunció)
- François Ségala, C.S.Sp. † (2 de enero de 1900[11]-22 de diciembre de 1910 falleció)[12]
- Raymond-René Lerouge, C.S.Sp. † (9 de marzo de 1911-2 de julio de 1949 falleció)
- Michel-Jules-Joseph-Marie Bernard, C.S.Sp. † (12 de marzo de 1950-18 de julio de 1954 nombrado vicario apostólico de Brazzaville)
- Gérard-Paul-Louis-Marie de Milleville, C.S.Sp. † (8 de mayo de 1955-10 de marzo de 1962 renunció[nota 3])
- Raymond-Marie Tchidimbo, C.S.Sp. † (10 de marzo de 1962-13 de agosto de 1979 renunció)
- Robert Sarah (13 de agosto de 1979-1 de octubre de 2001 nombrado secretario de la Congregación para la Evangelización de los Pueblos)
- Vincent Coulibaly, desde el 6 de mayo de 2003